# Bollinger-Bänder
Bollinger-Bänder (oder engl. Bollinger Bands) sind ein in den 1980er Jahren von John Bollinger entwickeltes Verfahren zur Chartanalyse. Basierend auf der Normalverteilung wird davon ausgegangen, dass aktuelle Kurse eines Wertpapiers mit höherer Wahrscheinlichkeit in der Nähe des Mittelwertes vergangener Kurse liegen, als weit davon entfernt.

## Allgemeines
Um Kurstrends zu erkennen, werden drei Werte zur Ermittlung herangezogen. Zuerst wird mit der Methode des gleitenden Durchschnitts der Durchschnittskurs üblicherweise der letzten 20 Tage errechnet. Anschließend wird der Kurs durch zwei weitere aus der empirischen Standardabweichung berechnete „Bänder“ „eingekreist“. Die errechnete Standardabweichung wird mit einem vorher bestimmten Faktor (Bollinger empfiehlt den Wert 2) multipliziert, und anschließend wird dieser Wert mit dem zuvor berechneten gleitenden Durchschnitt addiert bzw. davon subtrahiert.

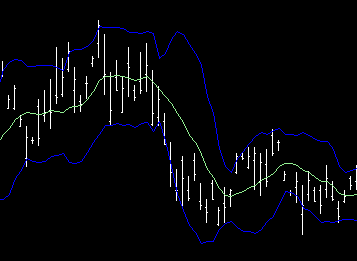
Kursverlauf als Balken-Chart (weiß), mittleres Bollinger-Band (grün) und oberes und unteres Bollinger-Band (blau)

Bollinger-Bänder {\displaystyle BB}  zum Zeitpunkt {\displaystyle t}  bestehen aus:
- einem mittleren Band, das aus dem arithmetisch gleitenden Durchschnitt (simple moving average) der Schlusskurse {\displaystyle C}  (Closing) der vergangenen {\displaystyle n} Tage errechnet wird,

{\displaystyle BB_{t}^{\mathrm {mitte} }={\overline {C}}_{t}={\frac {\sum _{i=0}^{n-1}C_{t-i}}{n}}}
- einem oberen Band (entry band), das errechnet wird, indem die Standardabweichung {\displaystyle \sigma _{t}} der Schlusskurse {\displaystyle C}  mit einem gewissen Faktor {\displaystyle k}  multipliziert und das Ergebnis hieraus dann zum Mittelwert addiert wird.

{\displaystyle BB_{t}^{\mathrm {oben} }={\overline {C}}_{t}+k\sigma _{t}}
- einem unteren Band (exit band), das errechnet wird, indem die Standardabweichung {\displaystyle \sigma _{t}} mit einem gewissen Faktor {\displaystyle k}  multipliziert wird und dieser dann vom Mittelwert abgezogen wird.

{\displaystyle BB_{t}^{\mathrm {unten} }={\overline {C}}_{t}-k\sigma _{t}}
Häufig werden für die Berechnungen sowohl des Mittelwertes als auch für die Standardabweichung der gleiche Zeithorizont verwendet (nämlich {\displaystyle n=20} Tage), das ist aber keine Voraussetzung. Außerdem wird für die Breite des Bandes oft {\displaystyle k=2} verwendet.
Durch den Faktor {\displaystyle k} in Verbindung mit der Standardabweichung {\displaystyle \sigma _{t}} wird die Breite der Lücke zwischen oberem und unterem Band gesteuert. Unter der Annahme, dass die Kurse des jeweils nächsten Zeitschrittes {\displaystyle (t+1)} zufällig und normalverteilt sind, findet man den Kurs mit einer Wahrscheinlichkeit abhängig von {\displaystyle k} innerhalb der Bandlücke zwischen oberem und unterem Band. So liegt diese Wahrscheinlichkeit beispielsweise mit dem Faktor
{\displaystyle k=1}  bei 68,3 %
{\displaystyle k=2}  bei 95,4 %
{\displaystyle k=3}  bei 99,7 %.
Die prozentualen Werte ergeben sich aus den jeweiligen Quantilen der Normalverteilung.

## Interpretation
Die häufigste Interpretation sieht wie folgt aus: Ein Kurs nahe dem oberen oder unteren Band wird als Signal für eine kurzfristige Bewegung zum anderen Band gedeutet. Bildet sich jedoch ein Plateau an einem der beiden Bänder und wiederholt sich dieses, ist eine Trendwende zu erwarten. Das Zusammenlaufen des oberen und unteren Bandes in Richtung des gleitenden Durchschnitts impliziert eine größere Kursbewegung, wobei die Richtung nicht bestimmt werden kann. Bricht der Kurs jedoch aus dem Kanal aus, wird die Fortsetzung dieser Bewegung angenommen.
John Bollinger sagt jedoch, dass die Bänder selbst nur Aufschluss darüber geben, ob ein Titel aktuell relativ günstig oder relativ teuer gehandelt wird. Um gültige Trading-Signale zu generieren, sind auch die ebenfalls von Bollinger entwickelten Parameter %b und Bandwidth (Bandbreite) zu beachten. Da diese zusätzlichen Parameter jedoch in Standard-Anwendungen (Börsen-Software oder Internetseiten mit Chart-Funktionen) sehr selten verfügbar sind, werden Bollinger-Bänder zumeist falsch interpretiert, weil bedeutende Informationen fehlen.
In der Praxis werden Bollinger-Bänder häufig herangezogen, um Kauf- bzw. Verkaufsentscheidungen zu treffen.
So ist es z. B. ziemlich einfach, anhand einer längerfristigen Entwicklung den Kursverlauf auf außerordentliche Schwankungen zu überprüfen (trendfolgende Ausbruchssysteme).
Überschreitet der Kurs das obere Band, werden steigende Kurse erwartet. Diese sogenannte Long-Position wird wieder aufgelöst (geschlossen), wenn der Kurs wieder unter das obere, mittlere oder untere Band fällt.
Bei einem umgekehrten Verlauf werden folglich fallende Kurse erwartet.
Jedoch sind die Bollinger-Bänder in ihrem theoretischen Ansatz nicht dazu konstruiert, um Kauf- bzw. Verkaufsentscheidungen zu treffen. Sie sollen lediglich dazu dienen, festzustellen, ob ein Kurs über- bzw. unterbewertet ist.

## Kritik
Die Bänder können, anders als von einigen Befürwortern angenommen, keine zuverlässigen Aussagen über die Wahrscheinlichkeit treffen, dass der Kurs innerhalb eines bestimmten Abstands zum gleitenden Durchschnitt liegen wird. So wäre die Annahme, dass der Kurs in 95,4 % der Fälle innerhalb der Bollinger-Bänder liegt, ebenso falsch wie die Annahme, dass der Kurs dem gleitenden Durchschnitt folgt. Dies liegt in erster Linie daran, dass der gleitende Durchschnitt tatsächlich nicht den Anforderungen an einen Erwartungswert genügt und die Annahme der Normalverteilung für Kursbewegungen an der Börse nicht zutreffend ist. Nach bisherigem Kenntnisstand folgen die Börsenbewegungen keiner bekannten Verteilungsfunktion (Benoît Mandelbrot beobachtete in seinen Arbeiten eine Potenzgesetzverteilung, die sich allerdings der linearen Analyse entzieht). Weiterhin setzen die Bollinger-Bänder voraus, dass die Standardabweichung bekannt ist, was hier nicht der Fall ist. Die oben beschriebene Standardabweichung ist eine unsichere Schätzung der wahren Abweichung.
Dennoch hat sich diese Analysemethode in der Praxis als verlässliches Mittel zur Visualisierung von Preisvolatilitäten erwiesen. Bollinger wies selbst darauf hin, dass der Berührung des Kurses mit dem oberen oder unteren Band keine besondere Bedeutung beigemessen werden sollte, und dass zusätzliche Faktoren zur Investitionsentscheidung herangezogen werden sollten.
Interessanterweise hat die massenhaft fehlerhafte Interpretation der Bollinger-Bänder, basierend auf nicht korrekten statistischen Annahmen, dazu geführt, dass einige Händler diese Bewegungen als Handelssignal betrachten. Insofern kann hier von selbsterfüllender Prophezeiung gesprochen werden.